# Jonathan Mostow
Jonathan Mostow, född 28 november 1961 i Woodbridge, Connecticut, är en amerikansk filmregissör som bland annat regisserat filmen Terminator 3: Rise of the Machines och U-571.